# Billy Higgins (producteur)
Pour les articles homonymes, voir Billy Higgins.
Billy Higgins est un producteur américain.

## Filmographie
- 1991 : Heaven Is a Playground
- 1996 : Les Procureurs (The Prosecutors) (TV)
- 1997 : Les Soupçons du cœur (When Secrets Kill) (TV)
- 1998 : Simon Birch
- 2001 : New Port South
- 2002 : Children on Their Birthdays
- 2003 : Honey
- 2005 : L'Homme parfait (The Perfect Man)
- 2010 : Ca$h